# Moema (Meirelles)
Pour les articles homonymes, voir Moema (homonymie).
Moema est une peinture à l'huile, de 1866, du peintre brésilien Victor Meirelles. Il dépeint le personnage du même nom du poème de Santa Rita Durão, Caramuru (pt) (1781). L'œuvre ne reproduit pas une scène de production littéraire, c'est l'interprétation de Meirelles du destin de l'Indigène, qui plonge dans les eaux après avoir été rejetée par son bien-aimé Caramuru.
La toile aurait été réalisée sans commande et a été exposée pour la première fois en 1866 à l'Académie impériale des Beaux-Arts. Actuellement, la toile fait partie de la collection du musée d'art de São Paulo, acquise en 1947. Sous la présidence de Beatriz Pimenta Camargo, le musée a obtenu un soutien pour la restauration de la toile, considérée comme l'une des icônes de sa collection.